# Логовой (Красноярский край)
Логовой — посёлок в Емельяновском районе Красноярского края. Входит в состав городского поселения Емельяново.

## География
Находится в центральной части края, в пределах подтаёжно-лесостепного района лесостепной зоны, на берегах реки Кача. 

### Климат
Климат характеризуется как резко континентальный, с продолжительной морозной зимой и коротким тёплым летом. Средняя температура воздуха самого тёплого месяца (июля) составляет 19 °C (абсолютный максимум — 38 °C); самого холодного (января) — −16 °C (абсолютный минимум — −53 °C). Продолжительность безморозного периода составляет в среднем 95 — 115 дней. Среднегодовое количество атмосферных осадков составляет 430—680 мм, из которых большая часть выпадает в летний период

## История
В 1976 г. Указом Президиума ВС РСФСР поселок откормсовхоза переименован  в Логовой.

## Население
| 2010 |
| ---- |
| 523  |